# اوکس، میسوری
اوکس (به انگلیسی: Oaks) یک روستا (ایالات متحده آمریکا) در ایالات متحده آمریکا است که در شهرستان کلی، میزوری واقع شده‌است.
 اوکس ۰٫۲۳ کیلومتر مربع مساحت و ۱۲۹ نفر جمعیت دارد و ۲۹۹ متر بالاتر از سطح دریا واقع شده‌است.